# 空中殺手 無暇王牌
《空中殺手 無暇王牌》是一款在Wii上的街機風格空戰模擬遊戲，改編自森博嗣的小說系列《空中殺手》的電影版。遊戲由Project Aces與Access Games共同開發，於2008年10月16日由南夢宮在日本發售。Xseed Games於2010年1月12日發行北美版；南夢宮後於2010年2月26日發行歐洲版。

## 遊玩方式
玩家使用Wii遙控器來操作速度及動作，Nunchuk用來改變速度，Wii遙控器用來改變速度。此遊戲也支援Wii經典手柄與GameCube控制器。
此遊戲是用特殊的系統“戰術機動（英語：Tactical Maneuver Command）”系統，來使玩家通過一連串的動作使飛機自動飛到敵機後面攻擊。 在遊戲中玩家可以藉由完成任務解鎖飛機、武器，也可以更改零件及塗裝。

## 遊戲內容

### 故事
背景設定於一架空歷史，敘述一群年輕飛行員駕駛螺旋槳戰機進行空戰。雖然世界和平但為了讓百姓理解戰爭帶來的痛苦及傷害，於是兩大私人企業Rostock和Lautern創造了戰爭秀。本作為電影《空中殺手》的前傳，敘述草雉水素的前身織科真海成名前對本遊戲主角的崇拜，以及奮不顧身的向Cheetah決一死勝負。
遊戲中玩家扮演著新手飛行員Lynx。第一關，Lynx加入了Rostock的王牌戰隊，美洲獅隊（Cougar Squad），隊中包括隊長山先六鹿及滿腹熱血的戒田正躬，任務是摧毀敵方的通訊機後完成任務並返回基地。不久之後，Cougar Squad被派發到Ubasama（宇廻間）與將要入隊的新人會面，而這些新人都是青少年。在這群青少年中作為女性的织科真海最為特殊，後來因為嚮往Lynx的戰鬥技巧，為了成為可以和Lynx戰鬥的人，她投靠到敵營，並成為敵營的王牌飛行員，而另一位成員鹈久森洸，則是精湛又冷血的人。不久之後，Cougar Squad接收到一個任務必須前往切歧（Kiriki），保護正在新興建的飛行戰艦“Wolfram”。中途Cougar Squad的老鳥喪生，後一關隊長山先自己保護了鹈久森，本關之後Lynx成為了Cougar Squad的隊長，並被改稱號為“Cheetah”。
經過數關之後，戒田因不滿鹈久森的自以為而攻擊其，而上級命令Cheetah將戒田擊落。後來長官物集叛變，並奪走飛行戰艦“Wolfram”。Cheetah的任務是將其擊落，最後一關Cheetah加入了Rostock和Lautern之間的大型空戰，在此织科現身並以Cheetah作最後的決一勝負。在片尾過場動畫時，空中殺手電影草雉水素現身了，並以後輩身份稱呼Cheetah為Teacher（教父）

### 角色
- Lynx/Cheetah/Teacher － 本作主角，從不露臉及說話。出場時以Lynx為代號，在一連串的任務之後Lynx成為隊長，而名字被同僚改為Cheetah。Cheetah被敵人視為恐懼，沒人遇到他能活著回來，也因為機身上的黑貓塗裝而被敵軍稱呼為黑貓(Black Cat)，在片尾時Cheetah被稱呼為Teacher，這同時也是在電影之中他所被稱呼的名字。與後來的青少年（永恆之子）飛行員不同的是他是少數還倖存的大人飛行員。
- 织科真海 － Cougar Squad唯一的女性，是見證Lynx改名成Cheetah並成為隊長的一人。她是永恆之子，也就是長不大也不會老的小孩，熱愛飛行勝過一切。在一次測試機體時與Cheetah對上，织科被Cheetah的技巧深深吸引，後來還投靠到敵營，只為了在和Cheetah進行一次空戰。最後被Cheetah擊落並成為了電影中的草雉水素回到Cheetah身邊。日文版由工藤晴香配音，英文版由Heather Hogan配音。
- 鹈久森洸 － 鹈久森是一位白髮的永恆之子，代號Sprite，相信著戰場中適者生存不適者淘汰。他通常唱衰那些被擊落的人，嘲諷他們太弱，以致使時而激怒他人。鹈久森自視甚高，常謾罵他人技巧不優。最後鹈久森加入物集投靠敵營Lautern來平衡Rockstar在戰爭中處佔上風的情行。並與Cheetah對決，在一番的嫉妒之後，宣稱勢必將Cheetah的名聲及光彩奪走，然而最後卻被擊落，而遊戲中也未交代他最後是否生存。日文版由小野賢章配音，英文版由Yuri Lowenthal配音。
- 戒田正躬 － 是隊中的開心果，崇拜著隊長山先，在Cheetaha擔任隊長後，常與鹈久森共行但是卻討厭他的傲慢。最後鹈久森激怒了戒田。於是戒田攻擊鹈久森差點把他射下來，使物集命令Cheetah將他擊落，最後戒田被擊落。日文版由新垣樽助配音。
- 山先六鹿 － 是Cougar Squad隊中一個負責任的隊長，總是提點隊員促使他們進步，並關照他們的安全。山先被追擊鹈久森的戰機誤擊；諷刺地，鹈久森在此事件後仍侮辱山先而非感謝他的犧牲救了他。在山先逝世之後，Lynx被推崇為隊長並改名為Cheetah，因而隊名改成Cheetah Squad。日文版由寺杣昌紀配音。
- 物集远近 － Rostock的首席代表，負責Rostock的行動也是叛變的一人，引入了永恆之子加入戰爭之中，在山先死亡之後掌握全權，任命Lynx擔任隊長。物集平常行為看似平和但實際上卻是一位會撫弄人心和追求利益的長官。最後背叛Rostock，並奪走Wolfram，最後被Cheetah阻止，在他臨終之前，他說Cheetah終究敵不過時間，她的身體化老化，屆時也無法翱翔於天空。日文版由前田剛配音。

## 開發
遊戲採用電影版原班動畫組Production I.G來為遊戲製作過場動畫，而導演押井守与作者森博嗣是特別顧問，兩人也都有遊玩並測試這款的遊戲預售版本。

## 迴響
英國雜誌《NGamer》給予評分88%。Nintendo Power給了7分（滿分10）。IGN給了8.0。《Hardcore Gamer Magazine》給予3.5/5的評價，称“玩家可以享受於劇情之中並想像自己是一位王牌飛行員”。澳洲電玩脫口秀Good Game的兩位評委分別給出了3.5/10及4/10。

## 漫畫版
游戏改编漫畫於2008年11月起，於《月刊Comic Blade》上連載。

## 外部連結
- 官方网站（日語）
- 官方网站（英文）